# ميرتيه سخوت
ميرتيه سخوت (من مواليد 29 أغسطس 1988) هي لاعبة كرة طائرة هولندية تلعب مع نادي دريسدنر إس سي في مركز ليبيرو، لاعبة المنتخب الوطني للسيدات وتنافست في دورة الألعاب الأولمبية الصيفية 2016 في ريو دي جانيرو. ظهرت لأول مرة مع المنتخب الوطني في المباراة ضد اليابان في بطولة مونترو للكرة الطائرة ماسترز. شاركت في جائزة الاتحاد الدولي الكبرى للكرة الطائرة لعام 2016، جائزة الاتحاد الدولي الكبرى للكرة الطائرة لعام 2017. و دوري الأمم للسيدات للكرة الطائرة 2018.